# Jean Guillaume Chrétien Wernecke
Jean Guillaume Chrétien Wernecke, né le 4 février 1728, dans la principauté de Nassau-Idstein, mort le 30 septembre 1815, est un général de brigade de la Révolution française.

## États de service
Il entre en service en 1746. Lieutenant-colonel au régiment d’Esterhazy-hussards, il est admis à la retraite en 1779, avec le grade de colonel. 
Il reprend du service en 1793, et le 8 septembre 1793, il se trouve au siège de Dunkerque, et il participe à la Bataille de Hondschoote. Il est promu général de brigade provisoire par les représentants en mission Lebas et Saint-Just le 22 novembre 1793, à l’armée du Rhin, et il est blessé de deux coups de feu à la bataille de Wissembourg le 28 décembre 1793. Affecté à l’armée du Nord en janvier 1794, il est confirmé dans son grade le 28 janvier suivant.
Le 13 juin 1795, il n’est pas inclus dans l’organisation des états-majors de l’armée, et il est mis en congé de réforme. Il est admis à la retraite le 5 août 1796.
Le 19 août 1796, il est remis en activité comme inspecteur des remontes à Vesoul, puis à Lunéville le 25 janvier 1798. Il est mis en congé de réforme le 16 octobre 1798, et il est admis définitivement à la retraite le 23 octobre 1799.
Il meurt le 30 septembre 1815.

## Sources
- (en) « Generals Who Served in the French Army during the Period 1789 - 1814: Eberle to Exelmans »
- (pl) « Napoléon.org.pl »
- Charles Théodore Beauvais et Vincent Parisot, Victoires, conquêtes, revers et guerres civiles des Français, depuis les Gaulois jusqu’en 1792, tome 26, C.L.F Panckoucke, janvier 1822, 414 p. (lire en ligne), p. 238.